# Championnats d'Asie de karaté juniors 2005
Navigation
Championnats d'Asie de karaté juniors 2002 Championnats d'Asie de karaté juniors 2006
Les championnats d'Asie de karaté juniors 2005 ont eu lieu à Macao, en République populaire de Chine, en mai 2005. Il s'agissait de la septième édition des championnats d'Asie de karaté juniors.